# Focșa, Vaslui
Focșa este un sat în comuna Lunca Banului din județul Vaslui, Moldova, România. Moldova, România.
 Acest articol despre o localitate din județul Vaslui este deocamdată un ciot. Puteți ajuta Wikipedia prin completarea lui.